# Тітас Бузас
Тітас Бузас (лит. Titas Buzas, 14 червня 2004) — литовський футболіст, півзахисник клубу «Хегельманн».

## Клубна кар'єра
Займався футболом у португальському клубі «Белененсеш», граючи за команду до 17 років, згодом повернувся на батьківщину і у 2020—2021 роках був гравцем клубу «ДФК Дайнава», зігравши 3 гри у вищому дивізіоні Литви і ще одну гру у національному кубку.
11 серпня 2021 року перейшов у «Динамо» (Київ), підписавши з українською командою контракт на 3 роки.

## Виступи у збірній
Викликався до юнацьких збірних Литви вікових категорій U-17, U-18 і U-19.